# 布盧希爾鎮區 (明尼蘇達州舍本縣)
布盧希爾鎮區（英語：Blue Hill Township）是位於美國明尼蘇達州舍本縣的一個行政鎮區。

## 地方資料
布盧希爾鎮區的面積為94.34平方千米，當中陸地面積為91.11平方千米，而水域面積為3.23平方千米。根據2020年美國人口普查的數據，當地共有人口2507人，而人口密度為每平方千米26.57人。